# Aleida Assmann

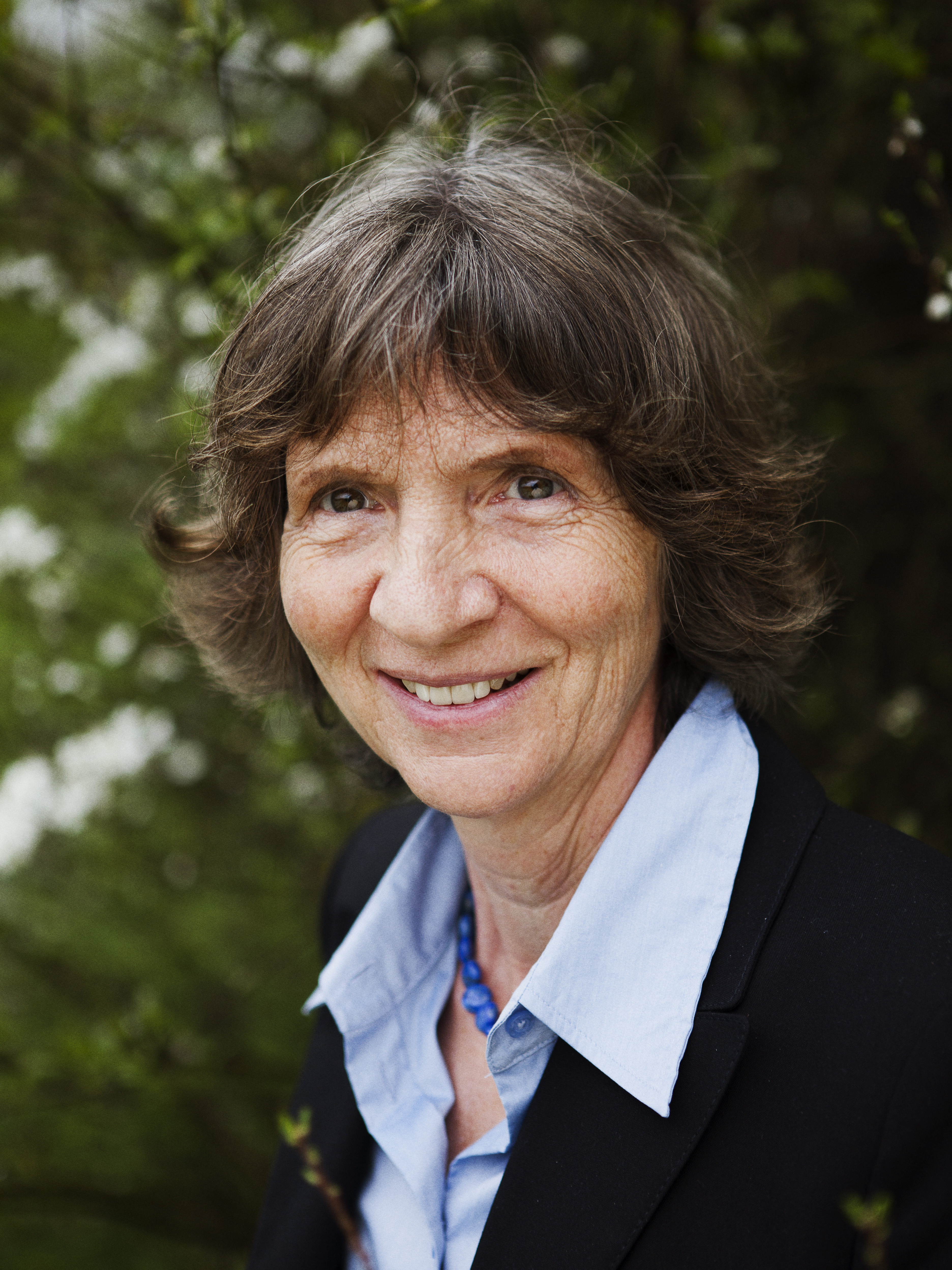
Aleida Assmann, 2014, foto: Jussi Puikkonen/KNAW

Aleida Assmann (Bielefeld, 1947) is een Duitse literatuurwetenschapper, met een brede belangstelling voor communicatie en cultureel geheugen door de tijd heen.

## Biografie
Assmann werd in 1947 geboren in Bielefeld, Noordrijn-Westfalen in Duitsland als dochter van Duitse theoloog en Nieuw Testament wetenschapper Günther Bornkamm (1905-1990) en zijn vrouw Elisabeth. Zij studeerde Engels en Egyptologie aan de universiteiten van Heidelberg en Tübingen van 1966-1972. In 1977 schreef zij haar dissertatie Engels in Heidelberg over "Die Legitimation der Fiktion" (De legitimatie van de fictie). Zij moest haar minor veldexamen in Egyptologie in Tübingen doen, omdat haar man Jan Assmann een aanstelling als hoogleraar Egyptologie in Heidelberg had gekregen. In 1992 rondde zij haar wetenschappelijke promotie af aan de Neuphilosophische Fäkultät in Heidelberg. In 1993 werd Assmann hoogleraar Engels en Literaire Studies aan de Universiteit van Constanz, waar zij tot 2014 werkzaam was. Zij werkte als gasthoogleraar aan de Rice University in Houston (2000), aan de Princeton University (2001), aan de Yale University (2002,2003,2005), aan de Universiteit van Wenen (2005) en aan de Universiteit van Chicago (2007). Assmann's vroege werken gingen over Engelse literatuur en de geschiedenis van literaire communicatie. Sinds de 1990s ligt haar zwaartepunt op culturele antropologie, vooral culturele en communicatieve herinnering, begrippen die zij en haar man uitvonden en ontwikkelden. Haar specifieke belangstelling gaat uit naar de geschiedenis van het Duitse geheugen sinds 1945, de rol van generaties in literatuur en maatschappij en theorieën van geheugen. Sinds 2011 werkt zij aan een onderzoeksproject getiteld The Past in the Present: Dimensions and Dynamics of Cultural Memory. Dit project vat in het Engels samen het werk van haar en haar man over cultureel geheugen.
Zij woont met haar man in Konstanz. Zij hebben vijf kinderen.

## Prijzen
In 2014 ontving zij de Heineken Prijs voor geschiedenis van de Koninklijke Nederlandse Acadamie van Wetenschappen. in 2017 ontving zij de Balzan Price voor Collectief Geheugen samen met haar man Jan Assmann. in 2018 werden zij en haar man beloond met de Vredesprijs van de Duitse boekhandel voor hun werk "duurzame vrede en begrip en begrip tussen mensen in de wereld".

## Werk
Een selectie van haar werken:
- Die Legitimität der Fiktion: Ein Beitrag zur Geschichte der literarischen Kommunikation. (Theorie und Geschichte der Literatur und der schönen Künste 55) (Munich: Fink, 1980)
- Arbeit am nationalen Gedächtnis: Eine kurze Geschichte der deutschen Bildungsidee. (Frankfurt: Campus, 1993)
- Zeit und Tradition. Kulturelle Strategien der Dauer. (Beiträge zur Geschichtskultur vol. 15)(Cologne, Weimar, Vienna: Böhlau, 1999)
- Geschichtsvergessenheit – Geschichtsversessenheit: Vom Umgang mit deutschen Vergangenheiten nach 1945. (Stuttgart: Deutsche Verlags-Anstalt, 1999) (with Ute Frevert)
- Erinnerungsräume: Formen und Wandlungen des kulturellen Gedächtnisses. (Munich: C.H. Beck, 1999).
- Engführung des kulturellen Gedächtnisses: Die Germanistik in Deutschland steht im Banne eines post-traumatischen Literaturkanons in: Frankfurter Rundschau (23 April 2002)
- Das kulturelle Gedächtnis an der Millenniumsschwelle. Krise und Zukunft der Bildung, (Constance: UVK, 2004)
- Die Unverzichtbarkeit der Kulturwissenschaften mit einem nachfolgenden Briefwechsel. (Hildesheimer Universitätsreden. Neue Folge Heft 2) (Hildesheim: Universitätsverlag, 2004)
- Generationsidentitäten und Vorurteilsstrukturen in der neuen deutschen Erinnerungsliteratur (Wiener Vorlesungen im Rathaus, vol. 117, ed. by Hubert Christian Ehalt) (Vienna: Picus, 2006)
- Einführung in die Kulturwissenschaft. Grundbegriffe, Themen, Fragestellungen (Berlin: Erich Schmidt, 2006)
- Der lange Schatten der Vergangenheit. Erinnerungskultur und Geschichtspolitik. (Munich: C.H. Beck, 2006)
- "Memory, Individual and Collective", in: Robert E. Goodin and Charles Tilly (eds.): The Oxford Handbook of Contextual Political Analysis (Oxford: OUP, 2006), pp. 210–224
- Geschichte im Gedächtnis: Von der individuellen Erfahrung zur öffentlichen Inszenierung. (Munich: C.H. Beck, 2007).
- "Europe: A Community of Memory?" Twentieth Annual Lecture of the GHI. in: GHI Bulletin, no. 40 (Spring 2007), pp. 11– 25
- "Die Last der Vergangenheit," in: Zeithistorische Forschungen 3(2008), pp. 375–385
- "The Religious Roots of Cultural Memory," in: Norsk teologisk tidsskrift 4(2008), pp. 270–292
- "Vom Vergessen der Kunst. Grenzüberlegungen zur Kulturanthropologie. Im Gespräch mit Renate Solbach," in: Ulrich Schödlbauer (ed.), Die Enden der Kunst: Die Kultur der Gesellschaft (Heidelberg: Manutius, 2008), pp. 109–129
- "Sammeln, Sammlungen, Sammler," in: Kay Junge, Daniel Suber, and Gerold Gerber (eds.), Erleben, Erleiden, Erfahren: Die Konstitution sozialen Sinns jenseits instrumenteller Vernunft (Bielefeld: transcript, 2008), pp. 345–353
- "Von kollektiver Gewalt zu gemeinsamer Zukunft: Vier Modelle für den Umgang mit traumatischer Vergangenheit," in: Kerstin Lingen (ed.), Kriegserfahrung und nationale Identität in Europa nach 1945: Erinnerung, Säuberungsprozesse und nationales Gedächtnis (Paderborn: Schöningh, 2009), pp. 42–51 translated: "From Collective Violence to a Common Future: Four Models for Dealing with a Traumatic Past,” in: Helen Gonçalves da Silva et al. (eds.), Conflict, Memory Transfers and the Reshaping of Europe (Newcastle upon Tyne: Cambridge Scholars Publishing, 2010), 8-23

- "Vom Zentrum zur Peripherie und zurück: Reisen ins Herz der Finsternis," in: Matthias Theodor Vogt (ed.), Peripherie in der Mitte Europas (Frankfurt: Lang, 2009), pp. 61–77
- ed.: Vollkommenheit (Archäologie der literarischen Kommunikation 10) (Munich: Fink, 2010)
- "Vergessen oder Erinnern? Wege aus einer gemeinsamen Gewaltgeschichte," in: Sabina Ferhadbegović and Brigitte Weiffen (eds.), Bürgerkriege erzählen: Zum Verlauf unziviler Konflikte (Constance: Konstanz University Press, 2011), pp. 303–320
- "Wem gehört die Geschichte? Fakten und Fiktionen in der neueren deutschen Erinnerungsliteratur," in: Internationales Archiv für Sozialgeschichte der deutschen Literatur 36:1 (2011), pp. 213–225
- Die Zukunft der Erinnerung und der Holocaust (with Geoffrey Hartman) (Constance: Konstanz University Press 2012)
- Auf dem Weg zu einer europäischen Gedächtniskultur? with a preface by Hubert Christian Ehalt (Wiener Vorlesungen im Rathaus vol. 161) (Vienna: Picus, 2012)
- Cultural Memory and Western Civilization: Functions, Media, Archives (Cambridge: Cambridge University Press, 2012)